# Phacelia sonoitensis
Phacelia sonoitensis är en strävbladig växtart som beskrevs av S.P.Mclaughlin. Phacelia sonoitensis ingår i Faceliasläktet som ingår i familjen strävbladiga växter. Inga underarter finns listade i Catalogue of Life.